# روبرتو بنینی
روبرتو بنینی (به ایتالیایی: Roberto Remigio Benigni) (زادهٔ ۲۷ اکتبر ۱۹۵۲) بازیگر، فیلم‌نامه‌نویس و کارگردان سینما و تئاتر و تلویزیون ایتالیایی است. بنینی تنها بازیگری است که جایزه اسکار بهترین بازیگر مرد را برای بازی غیرانگلیسی زبان دریافت کرده است.

## زندگی
۱۹۸۰ او نیکولِتا براسکی را در چِزِنا ملاقات کرد، آنها در ۲۶ دسامبر ۱۹۹۱ ازدواج کردند.

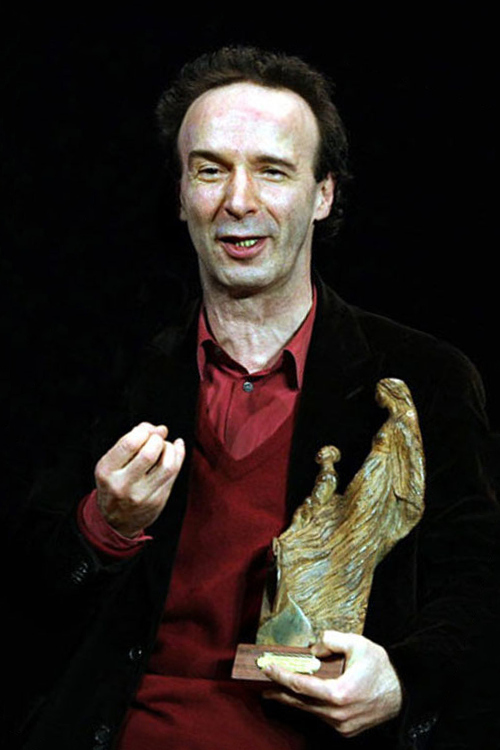
در سال ۲۰۰۶

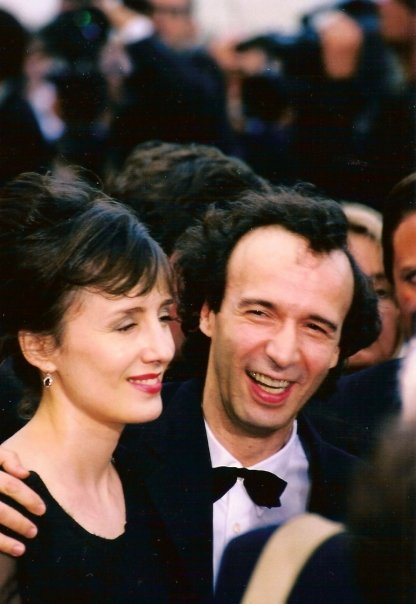
همراه با همسرش نیکولتا براسچی ۱۹۹۸

## جوایز
وی در ۱۹۹۷ برای زندگی زیباست نامزد چهار اسکار در بهترین کارگردانی، بهترین بازیگر نقش اول مرد، بهترین فیلم‌نامه و بهترین فیلم خارجی شد که در بهترین بازیگر نقش اول و بهترین فیلم خارجی، اسکارگرفت. وی یکی از دو کارگردانی‌ست که اسکار بازیگری گرفته‌است، دیگری لارنس الیویه است. او همچنین در  ۲۰۲۱، در هفتادوهشتمین جشن‌واره بین‌المللی فیلم ونیز، شیر طلایی افتخاری گرفت.

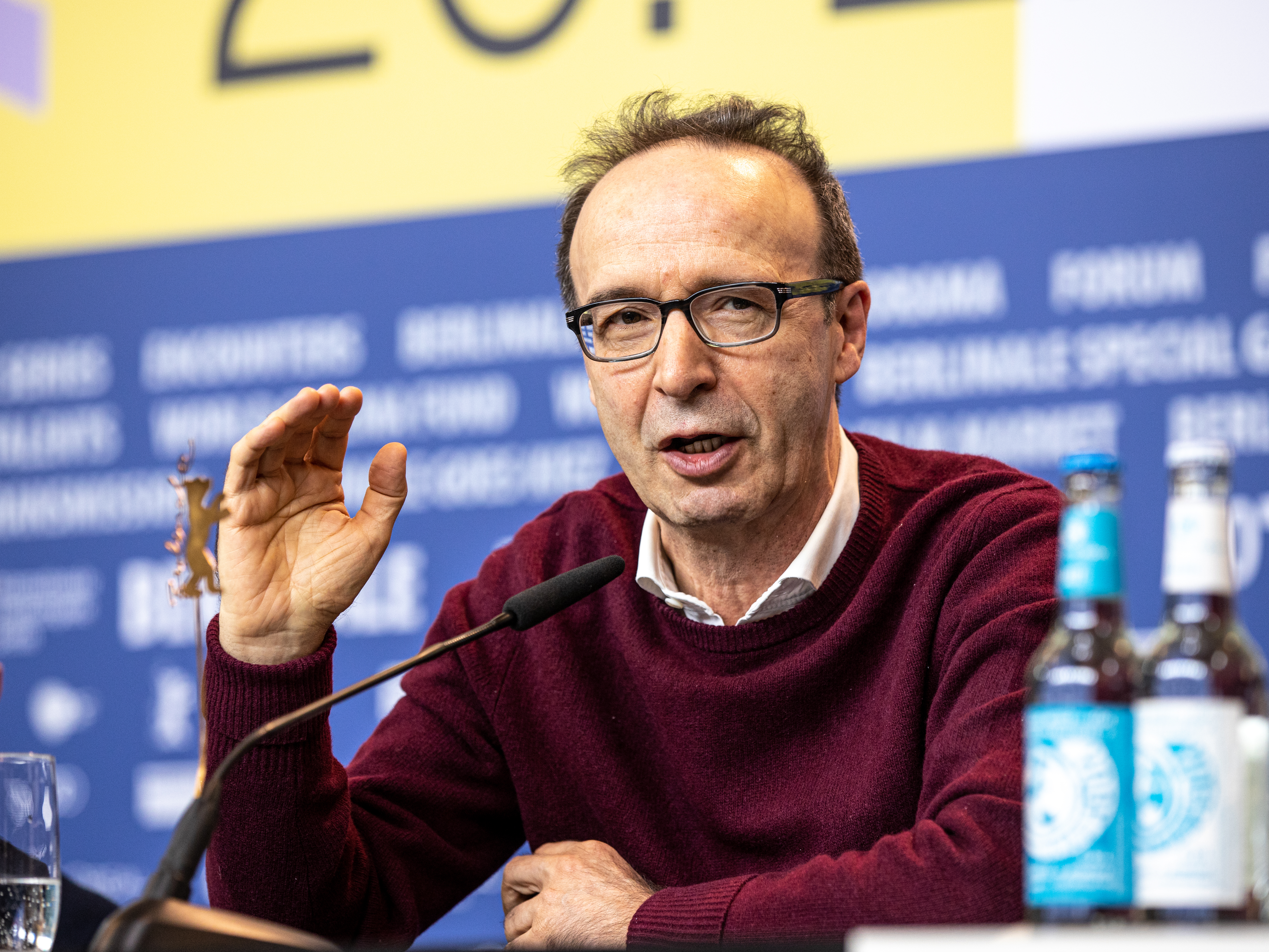
در سال ۲۰۲۰

## فیلم‌شناسی

### بازیگر
- ۱۹۷۰ - Onda Libera
- ۱۹۷۷ - برلینگوار، دوستت دارم
- ۱۹۷۹ - روزها شماره‌گذاری شده‌اند
- ۱۹۷۹ - نور زن
- ۱۹۷۹ - Chiedo asilo
- ۱۹۷۹ - ماه
- ۱۹۷۹ - بسترهای بی‌بندوبار
- ۱۹۸۰ - Il Pap'occhio
- ۱۹۸۱ - Il Minestrone
- ۱۹۸۱ - Anche i ladri hanno un santo
- ۱۹۸۳ - F.F.S.S. cioè che mi hai portato a fare sopra Posillipo se non mi vuoi più bene?
- ۱۹۸۳ - اثرات شخصی
- ۱۹۸۳ - تو مرا نگران می‌کنی
- ۱۹۸۳ - Tutto Benigni
- ۱۹۸۴ - Non ci resta che piangere
- ۱۹۸۴ - Cinématon
- ۱۹۸۶ - مغلوب قانون
- ۱۹۸۸ - شیطان کوچک
- ۱۹۹۰ - صدای ماه
- ۱۹۹۱ - شب روی زمین
- ۱۹۹۱ - جانی استکانیو
- ۱۹۹۳ - پسر پلنگ صورتی
- ۱۹۹۴ - هیولا
- ۱۹۹۷ - زندگی زیباست
- ۱۹۹۹ - آستریکس و اوبلیکس گرفتن سزار
- ۲۰۰۲ - Roberto Benigni - Chaos With Method
- ۲۰۰۲ - پینوکیو
- ۲۰۰۳ - قهوه و سیگار
- ۲۰۰۵ - ببر و برف
- ۲۰۱۲ - تقدیم به رم با عشق

### کارگردان
- ۱۹۸۳ - مرا نگران می‌کنی
- ۱۹۸۴ - Non ci resta che piangere
- ۱۹۸۸ - شیطان کوچک
- ۱۹۹۱ - جانی استکانیو
- ۱۹۹۴ - هیولا
- ۱۹۹۷ - زندگی زیباست
- ۲۰۰۲ - پینوکیو
- ۲۰۰۵ - ببر و برف